# Сказка о царе Салтане (опера)
«Ска́зка о царе́ Салта́не» — опера в 4 действиях с прологом (в 7 сценах) Николая Андреевича Римского-Корсакова. Либретто Владимира Бельского по одноимённой сказке А. С. Пушкина.

## История создания
Мысль о написании оперы на сюжет сказки Пушкина пришла к композитору вскоре после окончания «Царской невесты», и разработка сценария началась зимой 1898—1899 года. Окончить оперу предполагалось к столетию со дня рождения Пушкина (в 1899 году). Активным сотрудником композитора стал его либреттист В. И. Бельский. Весной 1899 года композитор приступил к сочинению музыки. К осени опера была написана, а в январе следующего года завершена работа над партитурой. Премьера «Сказки о царе Салтане» состоялась 21 октября (2 ноября) 1900 года на сцене московской частной оперы — Товарищества Солодовниковского театра. Дирижёр — Михаил Ипполитов-Иванов. Художник-постановщик — Михаил Врубель.
Сам композитор эту оперу особенно любил. После драматической «Царской невесты» она стала воплощением светлого, легкого юмора. В 1901 году Римский-Корсаков, просматривая корректуру «Салтана», писал Забеле-Врубель:
Иногда, как вчера вечером, когда... дошел до арии Лебеди, вдруг начинается прилив гордости, самодовольства и восхищения собственным творчеством. Думаешь, какой я был тогда умный, поэтичный и красивый, разумеется, в смысле музыки.
«Салтан» стал последней оперой, в сценической истории которой ведущую роль сыграла Московская частная опера. Впоследствии Римский-Корсаков отдавал премьеры своих опер императорским театрам.

## Действующие лица
| Партия | Голос                | Исполнитель на премьере в Москве 3 ноября 1900 (Дирижёр: Михаил Ипполитов-Иванов) | Исполнитель на премьере в Петербурге 25 декабря 1902 (Дирижёр: В. Зелёный) |
| --- | -------------------- | --------------------------------------------------------------------------------- | -------------------------------------------------------------------------- |
| Царь Салтан | бас                  | Николай Мутин                                                                     | Григорий Пирогов                                                           |
| Царица Милитриса | сопрано              | Елена Цветкова                                                                    | Леонида Балановская                                                        |
| Ткачиха, средняя сестра | меццо-сопрано        | Александра Ростовцева                                                             | Ольга Павлова                                                              |
| Повариха, старшая сестра | сопрано              | Аделаида Веретенникова                                                            | Маргарита Гукова                                                           |
| Сватья баба Бабариха | контральто           | Варвара Страхова                                                                  | Нина Правдина                                                              |
| Князь Гвидон | тенор                | Антон Секар-Рожанский                                                             | Фёдор Орешкевич                                                            |
| Царевна Лебедь (вначале Лебедь-птица) | сопрано              | Надежда Забела-Врубель                                                            | Елена Степанова /Антонина Нежданова                                        |
| Старый дед | тенор                | Василий Шкафер                                                                    | Константин Арсеньев                                                        |
| Гонец | баритон              | Николай Шевелёв                                                                   | Леонид Савранский                                                          |
| Скоморох | бас                  | Михаил Левандовский                                                               | Иван Дисненко                                                              |
| Три корабельщика | тенор, баритон и бас |                                                                                   |                                                                            |
| Хор и без пения: Голоса чародея и духов, бояре, боярыни, придворные, нянюшки, дьяки, стражники, войско, корабельщики, звездочёты, скороходы, певчие, слуги и прислужницы, плясуны и плясуньи, народ, тридцать три морских витязя с дядькой Черномором, белка, шмель. |                      |                                                                                   |                                                                            |

## Сюжет
Действие происходит частью в городе Тмутаракани, частью на острове Буяне.

### Пролог

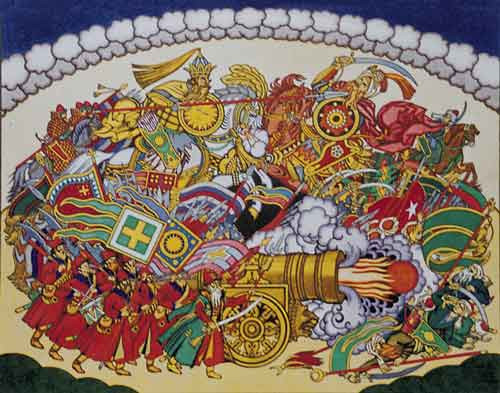
Эскиз декорации к первому действию

Зимний вечер. Деревенская светлица. Три сестры прядут. Старшая и средняя сёстры не слишком усердствуют, поощряемые бабой Бабарихой:

Через силу не пряди,

Дней-то много впереди!

Однако младшей сестре, Милитрисе, не дают сидеть сложа руки. Старшие сёстры похваляются друг перед другом своим дородством и красотой и мечтают о том, что бы каждая из них сделала, если бы стала царицей. У дверей светлицы остановился царь Салтан, проходивший мимо со свитой бояр. Он прислушивается к разговору сестёр. Старшая из них обещает устроить пир на весь мир, средняя — наткать полотна, тогда как Милитриса обещает для батюшки-царя родить богатыря.
Царь входит в светлицу. Ошеломлённые сёстры и Бабариха падают на колени. Царь велит всем следовать за ним во дворец, чтобы стать: Милитриса — царицей, а её сёстры — поварихой и ткачихой. Сёстры раздосадованы и просят Бабариху помочь им отомстить Милитрисе. Последняя предлагает план: когда Салтан уедет на войну, а его жена родит сына, они пошлют царю вместо радостного известия грамоту:

«Родила царица в ночь

Не то сына, не то дочь,

Не мышонка, не лягушку,

А неведому зверюшку».

Сёстры одобряют план и заранее торжествуют победу.

### Действие первое

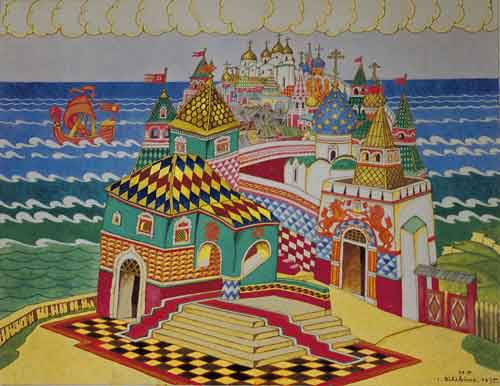
Эскиз декорации к первому и третьему действию

Царский двор в Тмутаракани. Милитриса грустит. Около неё Бабариха и скоморох, прислужницы, а у ворот — стража. Входит повариха с подносом яств. Появляется старый дед и просит пропустить его к царевичу, чтобы распотешить его сказками. Приходит Ткачиха — похвастать вытканным ею затейливым ковром. Проснулся царевич. Няньки поют ему весёлую детскую песенку «Ладушки». Царский двор наполняется народом. Все восхищаются царевичем, а хор исполняет здравицы в честь него и царицы.
Расталкивая толпу, вваливается пьяный гонец с грамотой от царя Салтана. Он жалуется царице на то, как плохо был принят царём, и рассказывает о «хлебосольной» бабушке, накормившей его досыта и напоившей допьяна. Дьяки читают царскую грамоту:

«Царь велит своим боярам,

Времени не тратя даром,

И царицу, и приплод

В бочке бросить в бездну вод».

Все в недоумении. Милитриса в отчаянии. Сёстры и Бабариха злобно радуются. Вводят царевича Гвидона. Царица обнимает его, в грустной песне изливая свою скорбь. Выкатывают огромную бочку. Под плач и причитания народа царицу с сыном замуровывают в бочку и провожают до берега. Плач толпы сливается с шумом набегающих волн.

### Действие второе

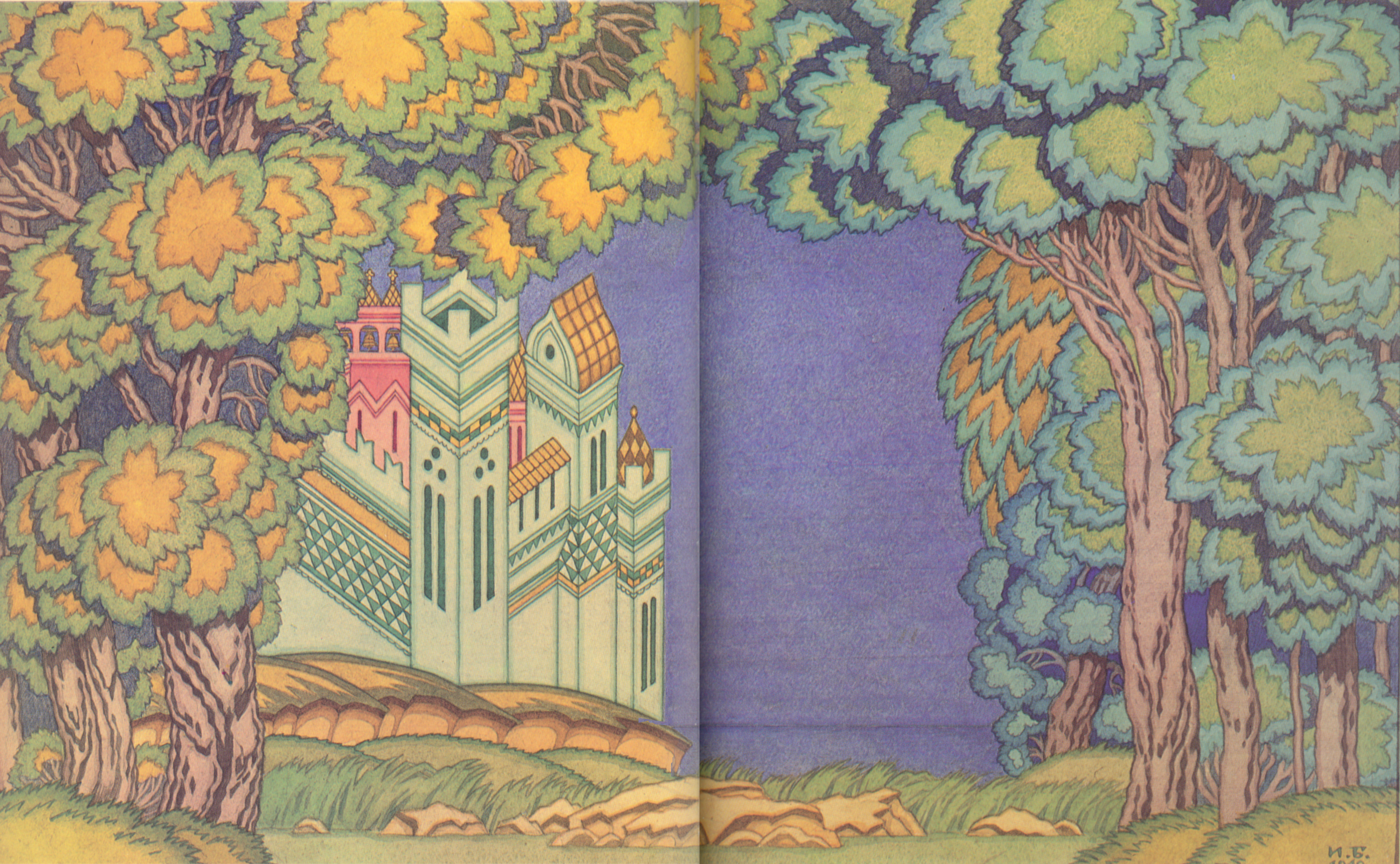
Эскиз декорации ко второму действию. 1940

Берег острова Буяна. Оркестр рисует величественную картину водной стихии. На гребне волны то появляется, то исчезает бочка. Постепенно море успокаивается, выбрасывает бочку на берег, и из неё выходят Милитриса и повзрослевший царевич. Они радуются спасению, но царица озабочена: ведь «остров пуст и дик». Гвидон успокаивает мать и принимается за дело — мастерит лук и стрелу. Вдруг раздаётся шум борьбы и стон: это на море бьётся «лебедь средь зыбей, коршун носится над ней».
Гвидон прицеливается и выпускает стрелу из лука. Стемнело. Изумлённые царица и царевич видят Лебедь-птицу, выходящую из моря. Она обращается к своему спасителю Гвидону с благодарностью, обещает отплатить ему добром и открывает свою тайну:

Ты не лебедь ведь избавил,

Девицу в живых оставил.

Ты не коршуна убил,

Чародея подстрелил.

Лебедь-птица советует не горевать, а ложиться спать. Милитриса и Гвидон решают последовать совету. Мать поёт сыну колыбельную песню. Оба засыпают. Наступает рассвет, из утреннего тумана вырисовывается сказочный город Леденец. Царица и царевич просыпаются, любуясь видением, и Гвидон догадывается:

Вижу я:

Лебедь тешится моя.

Из ворот города выходит ликующий народ, благодарит Гвидона за избавление от злого чародея и просит княжить в славном городе Леденце.

### Действие третье

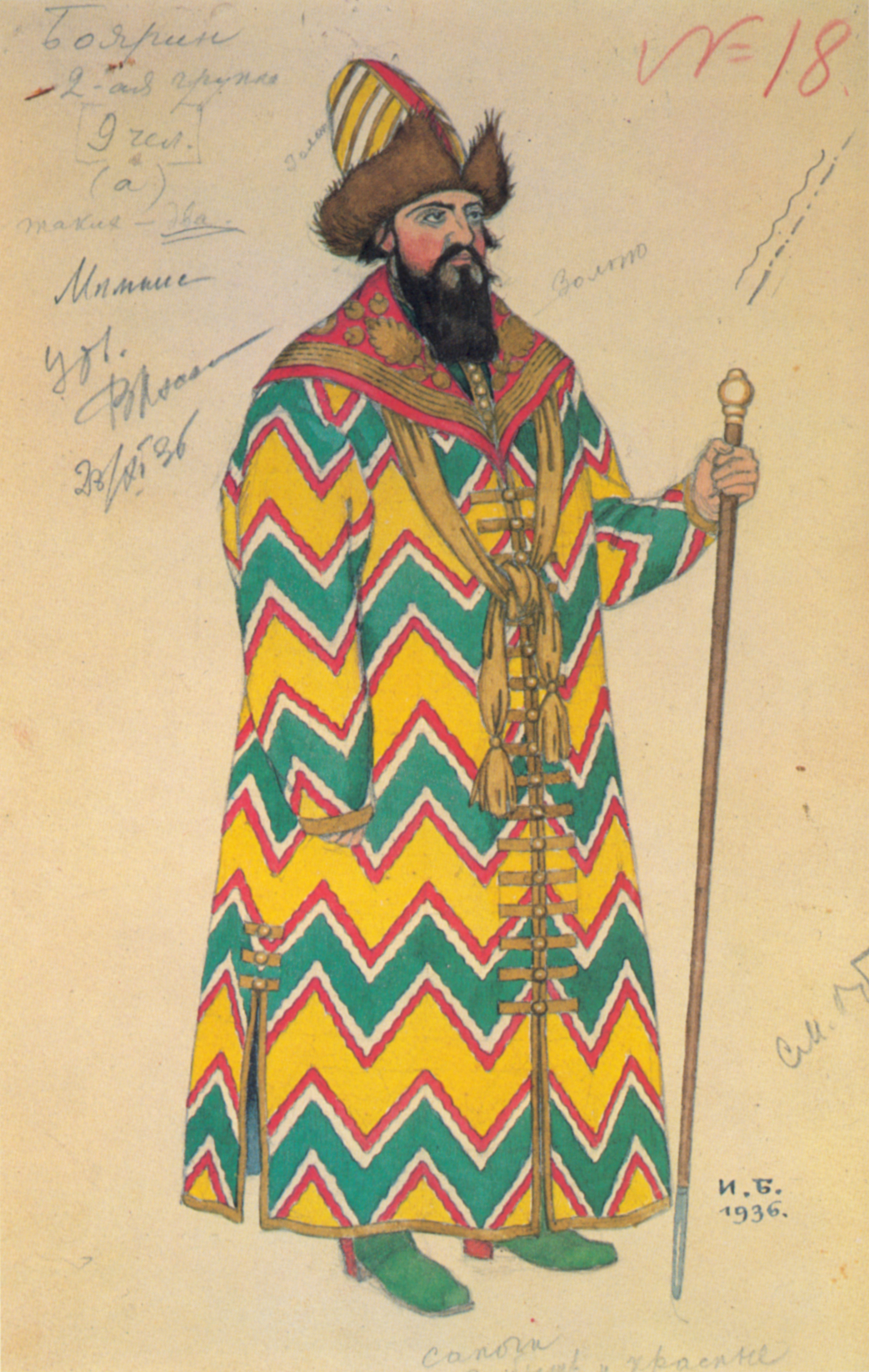
Иван Билибин. Эскиз костюма боярина. 1936

#### Картина первая
Берег острова Буяна. Вдали виден корабль, везущий гостей-корабельщиков в Тмутаракань. С тоской смотрит им вслед Гвидон. Он жалуется Лебедь-птице, что ему прискучили все чудеса острова, и он хочет видеть отца, да так, чтобы самому остаться невидимым. Лебедь-птица соглашается выполнить его просьбу и велит царевичу трижды окунуться в море, чтобы обернуться шмелём. Звучит знаменитый оркестровый полёт шмеля — это Гвидон улетает догонять корабль.

#### Картина вторая
Царский двор в Тмутаракани. Царь Салтан сидит на троне — он грустен. Около него повариха, ткачиха и сватья баба Бабариха. К берегу пристаёт корабль. Торговых гостей приглашают к царю, сажают за уставленный яствами стол и потчуют. В благодарность гости начинают рассказы о чудесах, виденных ими в свете: появление на пустынном острове красивого города Леденца, в котором живут и белка, умеющая грызть золотые орешки и петь песенки, и тридцать три богатыря.
Повариха и ткачиха стараются отвлечь внимание царя другими рассказами, а шмель злится на них за это и жалит каждую в бровь. У царя Салтана всё усиливается желание посетить чудесный остров. Тогда Бабариха рассказывает о самом удивительном из чудес: о прекрасной царевне, которая красотой «днём свет Божий затмевает, ночью землю освещает». Тут шмель жалит Бабариху в самый глаз, и она кричит. Начинается общий переполох. Шмеля ловят, но он благополучно улетает.

### Действие четвёртое

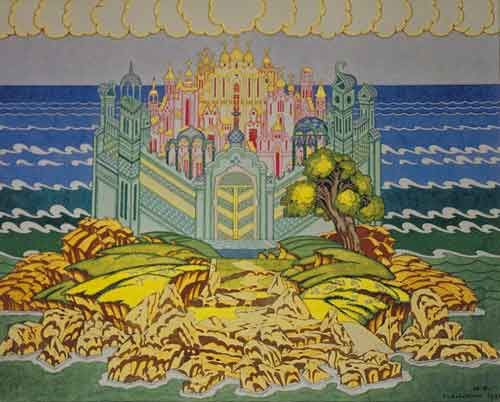
Иван Билибин. Эскиз декорации к третьему и четвёртому действию

#### Картина первая
Берег острова Буяна. Вечер. Гвидон мечтает о прекрасной царевне. Он зовёт Лебедь-птицу, признаётся ей в любви к царевне и просит найти её. Лебедь не сразу выполняет его просьбу: она не уверена в его чувстве. Но Гвидон настаивает и готов идти за любимой «хоть за тридевять земель». И наконец, Лебедь говорит:

Нет, зачем искать далёко?

Я скажу, вздохнув глубоко:

Знай, пришла судьба твоя,

Та царевна — это я!

В сгустившейся темноте возникает Царевна-Лебедь в ослепительном блеске своей красоты. Наступает утро, и доносится песня — это царица Милитриса идёт к морю в сопровождении прислужниц. Гвидон и Царевна-Лебедь просят её дать согласие на брак, и Милитриса благословляет их.

#### Картина вторая
Оркестровое вступление повествует о городе Леденце и его чудесах: белка, богатыри, Царевна-Лебедь. На острове Буяне ждут прибытия Салтана. Раздаётся колокольный звон. Корабль пристаёт к пристани. На берег сходит свита царя, а за ней — Салтан в сопровождении поварихи, ткачихи и Бабарихи. Гвидон приветствует знатного гостя, усаживает рядом с собой на трон и предлагает полюбоваться чудесами. По знаку царевича трубят глашатаи, возвещая о появлении хрустального домика с замечательной белкой, а потом — витязей с дядькой Черномором, и, наконец, из терема выходит Царевна-Лебедь.
Все восхищены и прикрывают глаза руками, ослеплённые её красотой. Салтан взволнован и просит волшебницу Лебедь показать ему царицу Милитрису. Она отвечает:

Дар чудес царевне дан:

Взглянь на терем, царь Салтан.

На крыльце показывается царица. Дуэт Салтана и Милитрисы радостен и взволнован. Царь спрашивает о сыне. Гвидон выступает вперёд и говорит:

Мой родимый, это я!

Повариха и ткачиха падают в ноги царю Салтану, моля о прощении. Бабариха в страхе убегает, но на радости царь прощает всех.

## Записи

### Аудиозаписи
| Год  | Организация                               | Дирижёр           | Солисты | Издатель и каталожный номер                  | Текст заголовка        |
| ---- | ----------------------------------------- | ----------------- | --- | -------------------------------------------- | ---------------------- |
| 1952 | Симфонический оркестр Штутгартского радио | Ганс Мюллер-Край  | царь Салтан — Вильгельм Ширп, царица Милитриса — Maud Cunitz, Ткачиха — Hetty Plümacher, баба Бабариха — Res Fischer, царевич Гвидон — Christo Bajew, царевна Лебедь — Friederike Sailer, старый дед — Franz Fehringer, гонец — Robert Titze                                                                    | Walhall «Eternity Series» WLCD 0242 (2008)   | На немецком            |
| 1958 | Хор и оркестр Большого театра             | Василий Небольсин | царь Салтан — Иван Петров, царица Милитриса — Евгения Смоленская, Ткачиха — Лариса Никитина, Повариха — Елена Шумилова, баба Бабариха — Евгения Вербицкая, царевич Гвидон — Владимир Ивановский, царевна Лебедь — Галина Олейниченко, старый дед — Павел Чекин, гонец — Алексей Иванов, скоморох — Марк Решетин | Д 05010-5 (1959), Мелодия Д 032909-14 (1972) | MEL CD 10 02199 (2014) |
| 1959 | Хорватский национальный театр в Загребе   | Димитрий Зебре    | царь Салтан — Zdravko Kovac, царица Милитриса — Nada Toncic, Ткачиха — Tatiana Slastenko, Повариха — Bjanka Decman, баба Бабариха — Mariana Radev, царевич Гвидон — Janec Lipusek, царевна Лебедь — Maria Glavasevic, старый дед — Franco Paulik, гонец — Milivoy Belavic, скоморох — Milivoy Bacanovic         | Philips A 02014-6 L (1960)                   |                        |

### Видеозаписи
| Год  | Организация                       | Дирижёр         | Солисты | Производитель или издатель и каталожный номер | Примечания  |
| ---- | --------------------------------- | --------------- | --- | --------------------------------------------- | ----------- |
| 1978 | Дрезденская государственная опера | Зигфрид Курц    | царь Салтан — Rolf Wollard, царица Милитриса — Lidija Rushizkaja, баба Бабариха — Barbara Hoene, царевич Гвидон — Stephan Spiewok, царевна Лебедь — Ilse Ludwig(-Jahns) | V.I.E.W. Video 1406                           | На немецком |
| 2019 | Ла Монне                          | Ален Альтиноглу | царь Салтан — Анте Йеркуница, царица Милитриса — Светлана Аксёнова, царевич Гвидон — Богдан Волков, царевна Лебедь — Ольга Кульчинская                                  |                                               | На русском  |